# Adipate d'ammonium
L'adipate d'ammonium est un composé organique de formule (NH4)2(C4H8(COO)2). C'est le sel d'ammonium de l'acide adipique.
Il est utilisé comme additif alimentaire (régulateur d'acidité) et porte le numéro E359.

## Synthèse
L'adipate d'ammonium est préparé en évaporant la solution résultant de la réaction entre l'acide adipique et l'ammoniaque (en excès) : 
{\displaystyle {\ce {(CH2)4(COOH)2 + 2NH3 -> (CH2)4(COO^{-})2(NH4^{+})2}}}